# Demografía de Camboya

Entre 1874 y 1921, la población total de Camboya se incrementó de 946 000 a 2,4 millones de habitantes. Para 1950 la población había crecido de 3 710 107 a 4 073 967 y al llegar 1962 ya eran 5,7 millones. De 1960 hasta 1975 la población se incrementó un 2,2 % anual, el menor crecimiento del Sudeste Asiático.
Por el año 1975 su población en 7,5 millones. [cita requerida] En 1981 el PRK dio las cifras oficiales que indicaban una población cercana a los 6,7 millones aunque aproximadamente 6,3 millones a 6,4 millones era probablemente más exacto. El índice anual medio del crecimiento a partir de 1978 a 1985 de la población era 2,3  %. 
La tasa de fecundidad total en Camboya fue de 3,0 hijos por mujer en 2010 y 2.3 en 2020. La tasa de fecundidad fue de 4,0 hijos en 2000. Las mujeres en las zonas urbanas tienen 1,2 hijos en promedio, en comparación con 2.9 hijos por mujer en las zonas rurales. 
La esperanza de vida en el nacimiento era 44,2 años para los varones y 43,3 años para las mujeres en 1959. Antes de 1970 la esperanza de vida había aumentado en cerca de 2,5 años desde 1946. La mayor longevidad para las mujeres reflejó al parecer prácticas mejoradas de la salud durante maternidad y parto.
El rápido crecimiento económico de Camboya durante los últimos años ha llevado a un proceso de urbanización acelerada.
En 1959 cerca del 45 % de la población era menor a 16 años de edad; antes de 1962 esta cifra había aumentado levemente a 46 %. En 1962 el 52 % estimado de la población estaban entre 16 y 64 años de edad, mientras que un 2 % eran mayores de 65. El porcentaje de varones y de mujeres en los tres grupos casi era igual.

## Datos demográficos del CIA World Factbook

### Población
13 881 427
- Nota: las estimaciones para este país consideran los efectos de exceso de la mortalidad debido al sida; esto puede dar lugar a una esperanza de vida más baja, a una mortalidad infantil y a índices de mortalidad más altos, a tasas de crecimiento más bajas de la población, y a cambios en la distribución de la población por edad y el sexo que sea de otra manera (julio de 2006 est.)

### Estructura de la edad
- 0-15 años: 35,6 % (varones 2 497 595/mujeres 2 447 754)
- 16-64 años: 61 % (varones 4 094 946/mujeres 4 370 159)
- 65 años y más: 3,4 % (varones 180 432/mujeres 290 541) (2006 est.)

### Edad Media
- Total: 20,6 años
- Hombres: 19,9 años
- Mujeres: 21,4 años (2006 est.)

### Incremento de la población
1,78 % anual

### Tasa de natalidad
26,9 nacimientos por cada 1000 habitantes (2005 est.)

### Tasa de mortalidad
9,06 muertes por cada 1000 habitantes (2005 est.)

### Migración
0 por cada 1000 habitantes

### Mortalidad infantil
- Total: 68,78 muertes/1000 nacidos vivos
- Hombres: 77,35 muertes/1000 nacidos vivos
- Mujeres: 59,84 muertes/1000 nacidos vivos (2006 est.)

### Esperanza de vida al nacer
- Total población: 59,29 años
- Hombres: 57,35 años
- Mujeres: 61,32 años (2006 est.)

### Fertilidad
3,37 nacimientos por mujer (2006 est.) 

### VIH sida
- Adultos: 2,6 % (2003 est.)
- Población con sida: 984 489 (2003 est.)
- Muertes: 15 000 (2003 est.)

### Muertes por infección
Grado de riesgo: Muy alto
Alimentos o enfermedades del agua: diarrea, hepatitis A, y enfermedades bacterianas y protozoarias de la fiebre tifoidea.
Ambiente: la fiebre del dengue, la malaria, y la encefalitis japonesa son altos riesgos algunas lugares.
- Nota: actualmente, la gripe aviar H5N1 plantea un riesgo mínimo; durante brotes entre pájaros, los casos raros podrían ocurrir entre los ciudadanos extranjeros que tienen contacto cercano con los pájaros o las aves de corral infectados (2005).

### Nacionalidad
- Sustantivo:Camboyano (s)
- Gentilicio:Camboyano/a

### Grupos étnicos
La población de Camboya ha sido bastante homogénea. En 1962 cerca del 80 % de la población era Jemer étnico. El 20 % restante incluía chinos, vietnamitas, cham, Jemer Loeu y europeos. Antes de 1981, como resultado de la repatriación vietnamita de 1970 a 1971 y las muertes y la emigración de una gran cantidad de cham y de Jemer chino, los Khner étnicos fueron cerca de 90 % o más de la población.
En la actualidad, en Camboya hay los siguientes grupos étnicos: Jemer 90 %, Vietnamitas 5 %, Chinos 1 %, otros 4 %.

### Religiones
Budistas Theravada 95 %, otros 5 % 

### Lenguas
Camboyano (oficial) 95 %; francés, inglés y otros 5 %

### Educación
- Definición: de 15 años y más sabe leer y escribir
- Total población: 73,6 %
- Hombres: 84,7 %
- Mujeres: 64,1 % (2004 est.)

- Datos: Q2739414
- Multimedia: Demographics of Cambodia / Q2739414